# SimSafari
SimSafari è un videogioco di simulazione creato dalla Maxis, in cui il giocatore deve prendersi cura di una riserva di caccia africana, pubblicato per la prima volta il 15 marzo 1998 per PC.
Gli obiettivi del gioco sono essenzialmente tre: innanzi tutto, bisogna creare una riserva da fare popolare agli animali, facendo in modo che trovino le condizioni adatte alla loro sopravvivenza; il secondo scopo del gioco è quello di costruire un apparato di attrazioni per i turisti, in modo da non lasciare mai vuoto il parco. Infine, l'ultimo scopo è quello di fare classificare il proprio safari e prendere il massimo del punteggio. Inoltre, il gioco contiene molte informazioni sulle caratteristiche delle varie specie viventi, come stile di vita, nutrizione, e altre caratteristiche importanti. Da questo punto di vista, è molto più orientato ai bambini e all'imprendimento rispetto agli altri titoli Sim.